# Autovetture Mercedes con motore aeronautico
Con il marchio Mercedes, la Casa automobilistica tedesca Daimler Motoren Gesellschaft ha prodotto alcune autovetture a motore aeronautico tra il 1913 ed il 1924.

## Storia e profilo
Il perché la Daimler abbia deciso ad un certo punto di costruire alcuni modelli a propulsione aeronautica può essere fatta risalire ad almeno due ragioni: la prima stava probabilmente nel mostrare ad un pubblico più vasto i progressi compiuti dalla Daimler stessa nell'ambito della propulsione aeronautica. La seconda ragione era riscontrabile nella forte concorrenza opposta alla Casa di Untertürkheim da parte della Benz & Cie. subito dopo il suo rilancio nella seconda metà degli anni '900. Quest'ultima stava infatti lanciando diversi modelli di gran lusso con motori enormi. All'epoca erano le prestazioni e le dimensioni dei motori a fare la differenza tra un'auto di lusso ed una di fascia inferiore. Perciò le stesse denominazioni delle vetture indicavano spesso la potenza dei loro motori, a volte sia quella fiscale che quella effettiva.

Quando nel 1912 la Benz per prima lanciò la 39/100 PS una vettura di gran lusso destinata a pochissimi eletti e mossa da un motore aeronautico, la Mercedes non stette a guardare e di lì a pochissimo mise sul mercato la prima di una piccola serie di vetture dotate di motore aeronautico, per fronteggiare la concorrenza con modelli dotati di caratteristiche tecniche analoghe che le rendessero interessanti agli occhi dei potenziali clienti.

### La 46/100 PS
La prima Mercedes a motore aeronautico era la 46/100 PS, una vettura mossa da un enorme quadricilindrico della cilindrata di 12010 cm³ (alesaggio e corsa, 150x170 mm), ed in grado di erogare 100 CV di potenza massima. Questa vettura venne prodotta nel solo anno 1913.

### La 79/200 PS
La 79/200 PS fu il più prestante fra i tre modelli di Mercedes a motore aeronautico prodotti. Tale modello era equipaggiato da un enorme 6 cilindri in linea da 20500 cc! Tale propulsore arrivava ad erogare l'allora astronomica potenza massima di 200 CV. Tra i pochissimi acquirenti di tale modello, vi fu anche un italiano, del quale si conosce solo il cognome, un certo signor Biglia, certamente assai facoltoso.

Anche la 79/200 PS fu prodotta solo dal 1913 al 1915.

### La 92/200 PS
Il terzo modello Mercedes a motore aeronautico fu la 92/200, che fra i tre modelli era anche quello dalla maggior cilindrata: basti pensare che il suo 8 cilindri in linea, nato allineando due motori della 46/100 PS, raggiungeva ben 24030 cc. Tale motore aveva una potenza di 200 cavalli e raggiungeva la velocità massima di 170 km/h, prestazioni impressionanti per l'epoca. La 92/200 PS fu prodotta tra il 1918 ed il 1921. La più degna erede di questo modello fu la 24/100/140 PS, non più equipaggiata da un motore aeronautico, bensì da un potente 6.3 litri sovralimentato da compressore volumetrico.

### La 28/95 PS
Questa autovettura era di cilindrata inferiore ma raggiungeva ugualmente prestazioni di spicco. Fu la più famosa fra le vetture Mercedes con motore aeronautico e viene trattata a parte.